# Phường 3, thành phố Bạc Liêu
Phường 3 là một phường cũ thuộc thành phố Bạc Liêu, tỉnh Bạc Liêu, Việt Nam.

## Địa lý
Phường 3 nằm ở trung tâm thành phố Bạc Liêu, có vị trí địa lý:
- Phía đông giáp Phường 1 và Phường 5
- Phía tây giáp huyện Hòa Bình và huyện Vĩnh Lợi
- Phía nam giáp Phường 2 và Phường 5
- Phía bắc giáp Phường 7 và Phường 8.

Phường 3 có diện tích 6,19 km², dân số năm 2022 là 22.432 người, mật độ dân số đạt 3.623 người/km².

## Hành chính
Phường 3 được chia thành 10 khóm: 1, 2, 3, 4, 5, 6, 7, 8, 9, Trà Kha B.

## Lịch sử
Sau năm 1975, Phường 3 thuộc thị xã Bạc Liêu, tỉnh Bạc Liêu.
Ngày 29 tháng 12 năm 1978, Hội đồng Chính phủ ban hành Quyết định số 326-CP. Theo đó, Phường 3 thuộc thị xã Minh Hải, tỉnh Minh Hải.
Ngày 17 tháng 5 năm 1984, Hội đồng Bộ trưởng ban hành Quyết định số 75-HĐBT về việc đổi tên thị xã Minh Hải thành thị xã Bạc Liêu thuộc tỉnh Minh Hải. Phường 3 thuộc thị xã Bạc Liêu.
Ngày 2 tháng 2 năm 1991, Ban Tổ chức Chính phủ ban hành Quyết định số 51/QĐ-TCCP về việc sáp nhập một phần diện tích và dân số của Phường 1 mới giải thể vào Phường 3.
Ngày 6 tháng 11 năm 1996, Quốc hội ban hành Nghị quyết về việc chia tỉnh Minh Hải thành tỉnh Bạc Liêu và tỉnh Cà Mau. Khi đó, Phường 3 thuộc thị xã Bạc Liêu, tỉnh Bạc Liêu.
Ngày 27 tháng 8 năm 2010, Chính phủ ban hành Nghị quyết số 32/NQ-CP về việc thành lập thành phố Bạc Liêu thuộc tỉnh Bạc Liêu. Phường 3 trực thuộc thành phố Bạc Liêu.
Tính đến ngày 31 tháng 12 năm 2022, Phường 3 có 0,93 km² diện tích tự nhiên, quy mô dân số là 18.879 người và 8 khóm: 1, 2, 3, 4, 5, 6, 7, 8.
Ngày 24 tháng 10 năm 2024, Ủy ban Thường vụ Quốc hội ban hành Nghị quyết số 1254/NQ-UBTVQH15 về việc sắp xếp đơn vị hành chính cấp xã của tỉnh Bạc Liêu giai đoạn 2023 – 2025 (nghị quyết có hiệu lực từ ngày 1 tháng 12 năm 2024). Theo đó, điều chỉnh 5,26 km² diện tích tự nhiên và quy mô dân số 3.553 người của Phường 8 vào Phường 3.
Phường 3 có 6,19 km² diện tích tự nhiên và quy mô dân số 22.432 người.
Ngày 10 tháng 12 năm 2024, HĐND tỉnh Bạc Liêu ban hành Nghị quyết số 58/NQ-HĐND về việc đổi tên Khóm 8 thành Khóm 9.

## Du lịch
- Khu nhà Công tử Bạc Liêu: Số 13, đường Điện Biên Phủ, khóm 1
- Phước Đức cổ miếu (Chùa Bang): Số 74, đường Điện Biên Phủ.

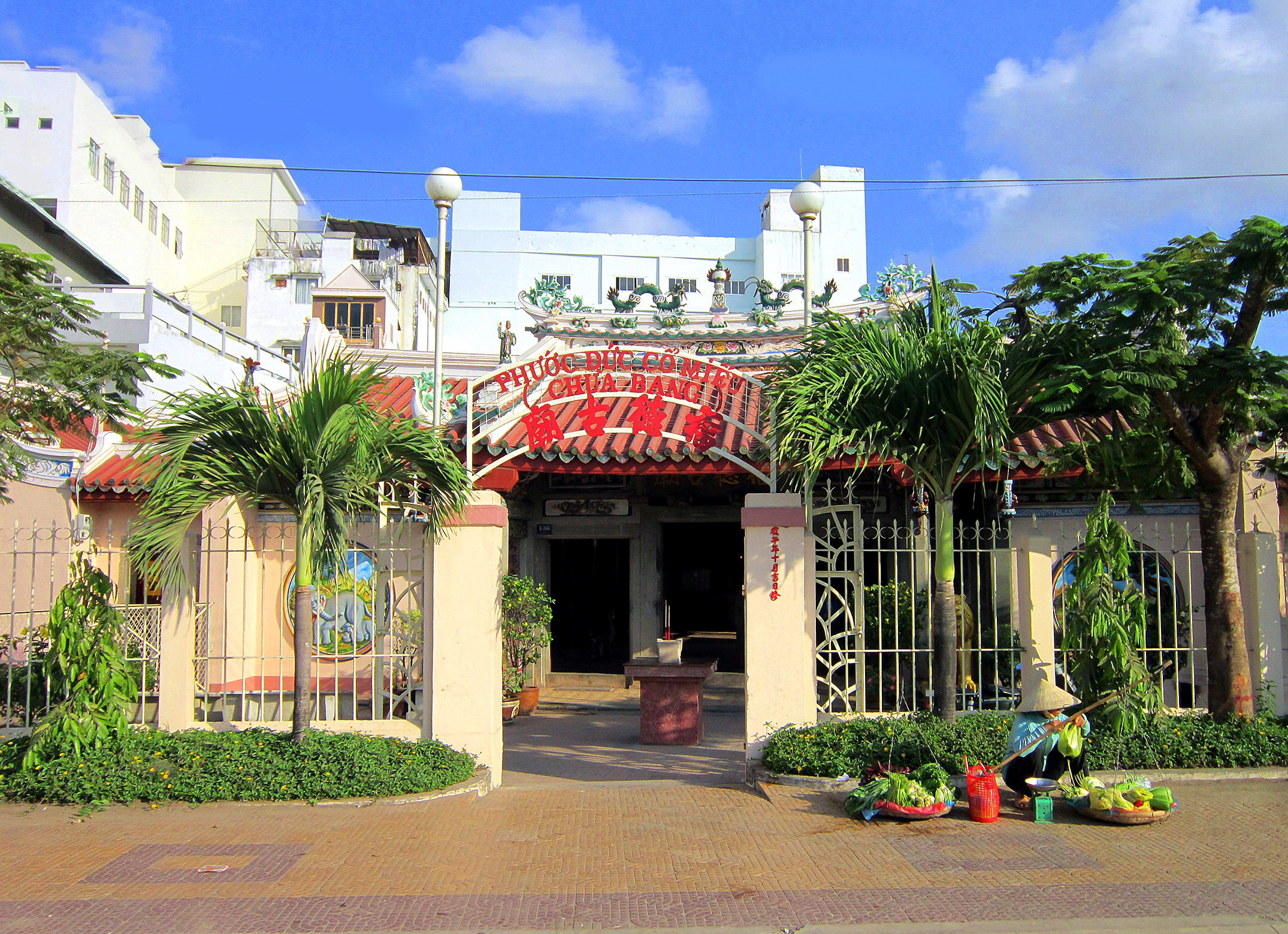
Phước Đức cổ miếu

## Giao thông
Các tuyến đường chính của Phường 3:
| - Trần Phú - Lê Lợi - Trần Huỳnh - Nguyễn Huệ - Hòa Bình | - Điện Biên Phủ - Phan Ngọc Hiển - Hoàng Văn Thụ - Hai Bà Trưng - Đặng Thùy Trâm | - Đoàn Thị Điểm - Trương Chính Thanh - Kinh Xáng - 30 tháng 4 - Hà Huy Tập | - Lê Văn Duyệt - Phan Đình Phùng - Lý Thường Kiệt - Minh Diệu - Võ Thị Sáu | - Đinh Bộ Lĩnh - Trần Văn Thời - Ngô Gia Tự - Thủ Khoa Huân |